# ابواحمد الکویتی
ارشد خان (۱۹۷۸ – ۲ مهٔ ۲۰۱۱) که به‌طور عمومی با نام ابواحمد الکویتی (یا ابراهیم احمد) شناخته می‌شود، پیام‌رسان پاکستانی زادهٔ کویت و تحت امر اسامه بن لادن بود. او از نظر قومی یک پشتون و دارای تابعیت پاکستانی بود نام خانوادگی الکویتی را به این دلیل برگزید که والدین پاکستانی‌اش در کویت زندگی می‌کردند. بر پایهٔ اسناد محرمانه، او یکی از معدود مردانی بود که بن لادن کاملاً به او اعتماد داشت و گفته می‌شود «پیام‌رسان مورد علاقه و دست راست» او بود. او سال‌ها از بن لادن محافظت می‌کرد و با او زندگی می‌کرد و در ۲ مهٔ ۲۰۱۱ به‌دست یگان ویژه دریایی ایالات متحده همراه با بن لادن کشته شد.

## دههٔ ۲۰۰۰
ارشد خان در حدود ح. ۱۹۷۸ در کویت زاده شد. نام پدرش «نقاب خان» گزارش شده است. الکویتی یک پشتون بود که در کویت زاده و بزرگ شده بود و به زبان پشتو (با لهجه‌ای فرهیخته و شهری) و عربی سخن می‌گفت. او از شاگردان خالد شیخ محمد بود و گفته می‌شود آموزش رایانه‌ای به عاملان حملات ۱۱ سپتامبر در کراچی داده است. او در این حملات مظنون بود و در پی آن، پیکارجوی اندونزیایی رضوان عصام‌الدین با او تماس گرفت. الکویتی در خانه‌اش در محله‌ای آرام و مسکونی در کراچی، پناهگاهی امن برای عصام‌الدین و چند تن از هم‌دستان نزدیکش فراهم کرد. اسناد خلیج گوانتانامو به تاریخ ۱۶ ژانویه ۲۰۰۸ فاش کردند که محمدو ولد صلاحی ادعا کرده است که ابو احمد الکویتی در حین فرار از تورا بورا پس از نبرد تورا بورا در دسامبر ۲۰۰۱ زخمی شد و بعداً بر اثر جراحات دستش جان باخت. در این سند آمده بود که او یکی از نیروهای میانی القاعده بوده است که جابه‌جایی و پناه‌گیری امن اعضای ارشد القاعده و خانواده‌های آنان را تسهیل می‌کرد. او به‌دلیل تسلط به زبان‌های عربی و پشتو می‌توانست به‌آسانی در میان اعضای عرب القاعده و قبیله‌نشینان پشتون پاکستان رفت‌وآمد کند.
برخلاف ادعای صلاحی مبنی بر این‌که الکویتی در دسامبر ۲۰۰۱ جان باخته بود، مقام‌های آمریکایی در سال ۲۰۰۷ نام واقعی این پیام‌رسان را کشف کردند و در سال ۲۰۰۹ دریافتند که او در ایبت‌آباد پاکستان زندگی می‌کند. این یافته‌ها بر پایهٔ اطلاعات به‌دست‌آمده از بازداشت‌شدگان خلیج گوانتانامو، به‌ویژه حسان غول در سال ۲۰۰۴ بود. اطلاعاتی که از غول به‌دست آمد، نشان داد که الکویتی با جانشین خالد شیخ محمد یعنی ابو فرج اللیبی نیز ارتباط نزدیکی داشت. غول همچنین فاش کرد که مدتی است اثری از الکویتی دیده نشده است و این موضوع باعث شد مقام‌های آمریکایی گمان ببرند که او همراه با بن لادن جابه‌جا می‌شود.

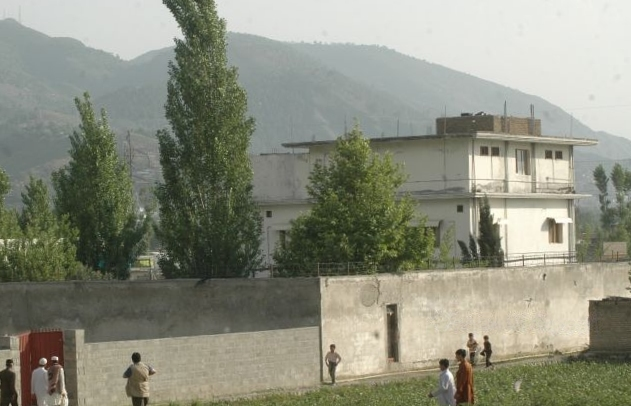
نمایی از مجتمع محل اقامت اسامه بن لادن در ایبت‌آباد

گزارش شده است که او از پیشاور توسط پاکستانی‌هایی که برای سیا کار می‌کردند تحت تعقیب قرار گرفته بوده است. خبرگزاری ای‌پی می‌نویسد: «آژانس امنیت ملی تماس‌های تلفنی میان بستگان ابو احمد الکویتی، در خلیج فارس با همهٔ شماره‌های داخل پاکستان را ردیابی کرد و نهایتاً از طریق یکی از همین تماس‌ها، محل اقامت او در پاکستان را شناسایی کرد.»
در اوت ۲۰۱۰، آن‌ها الکویتی را در حالی که از پیشاور به‌سوی ایبت‌آباد رانندگی می‌کرد ردیابی کردند و هنگامی که تحلیل‌گران ویژگی‌های امنیتی قابل‌توجه این مجتمع را بررسی کردند، به این نتیجه رسیدند که احتمالاً یکی از چهره‌های ارشد القاعده در آن‌جا حضور دارد.

مجتمعی که الکویتی اسامه بن لادن و خانواده‌اش را در آن مخفی کرده بود.

## دههٔ ۲۰۱۰
با استفاده از تصاویر ماهواره‌ای و گزارش‌های اطلاعاتی، سازمان سیا تلاش کرد ساکنان مجتمع مستحکم‌شده در ایبت‌آباد را شناسایی کند. در سپتامبر ۲۰۱۰، سیا نتیجه گرفت که این مجتمع «به‌طور ویژه برای پنهان‌کردن فردی مهم ساخته شده است» و به‌احتمال بسیار زیاد، اسامه بن لادن در آن اقامت دارد. گفته می‌شد که الکویتی یکی از دو مرد بلندقد، روشن‌پوست و ریشو بود که ادعا می‌کردند از قوم پشتون هستند و در جامعهٔ محلی به زندگی در آن خانه شناخته می‌شدند و گهگاه در مراسم تشییع‌جنازهٔ محلی‌ها شرکت می‌کردند.
او در منطقه به نام «ارشاد خان» شناخته می‌شد و برادرش (یا پسرعمویش، بنا بر گفتهٔ برخی همسایگان) با نام «طارق خان» شناخته می‌شد. آن‌ها ادعا می‌کردند که اهل روستایی نزدیک شهر چارسده هستند. برخی باور داشتند که او اهل شانگله (منطقهٔ خاکتگته) بوده است، درست همان‌طور که خبرنگار نیویورک تایمز در پیگیری منبع هویتی فرد کشته‌شده در عملیات همراه با بن لادن گزارش داده‌بود. چارسده حدود ۱۸۰ کیلومتر به سمت غرب واقع شده است، درحالی‌که شانگله در سمت شمالی و در فاصلهٔ ۱۹۰ کیلومتری ایبت‌آباد در استان خیبر پختونخوا پاکستان قرار دارد. برخی از اهالی منطقه گمان می‌کردند که برادران خان ثروتشان را از یک هتل خانوادگی در دوبی به‌دست آورده‌اند. الکویتی همچنین مدعی شده بود که به‌دلیل شغلش به‌عنوان «صراف»، دیوارهای بلند برای محافظت از خود در برابر دشمنانی که در حرفه‌اش با آن‌ها روبه‌رو شده، ضروری است. او به‌عنوان «مردی خوش‌برخورد از مناطق قبیله‌ای» توصیف شده‌بود.

## مرگ
الکویتی همراه با بن لادن در جریان یورش به مجتمع در ۲ مهٔ ۲۰۱۱ توسط تیمی از یگان ویژه توسعه جنگاوری نیروی دریایی ایالات متحده کشته شد. بنا بر کتابی منتشر شده در سال ۲۰۱۲ با عنوان راه آسانی نیست نوشتهٔ رئیس افسریار مت بیسونت (با نام مستعار «مارک اوئن»)، الکویتی در جریان درگیری کوتاهی در مهمان‌خانهٔ مجتمع، توسط بیسونت و افسریار یکم «ویل چسنی» هدف گلوله قرار گرفت و کشته شد. بیسونت در جریان تبادل آتش، از ناحیهٔ شانهٔ چپ به‌طور سطحی با ترکش گلوله مجروح شد، و همسر الکویتی، «مریم»، از ناحیهٔ شانهٔ راست مورد اصابت گلوله قرار گرفت و زخمی شد.